# Wind Denmark
Wind Denmark er en brancheorganisation der omfatter hele vindsektoren i Danmark. Wind Denmark repræsenterer omkring 3.100 medlemmer fra vindsektoren, herunder private vindmølleejere og vindmøllelav, leverandører af vindmøllekopmoneter, investorer, udviklere og producenter af vindmøller, samt privatpersoner med særlig interesse for vindenergi.
Wind Denmark blev dannet d. 30 marts 2019 som følge af en sammenlægning af Vindmølleindustrien og Danmarks Vindmølleforening. 
Wind Denmark varetager som brancheorganisation sine medlemmers politiske interesser og deltager i den forbindelse i høringer samt står til rådighed for såvel embedsmænd, politikere og journalister, når disse ønsker at rådføre sig angående den danske vindsektor. Ydermere bistår Wind Denmark sine medlemmer med både politisk teknisk rådgivning.
Wind Denmark's bestyrelse bliver valgt hver andet år og består af ledende skikkelser i vindsektoren. Bestyrelsesformandsskabet udgøres af formand Mads-Ole Astrupgaard fra Fritz Schur Technical Group, næstformænd Kristian Jakobsen fra MI, Morten Dyrholm fra Vestas og Ulrik Stridbæk fra Ørsted. Wind Denmark's adm. direktør har siden 2008 (dengang Vindmølleindustrien) været Jan Hylleberg. 
Wind Denmark har kontorer i Silkeborg, Århus, Esbjerg og på Frederiksberg i København.